# 豊見城市
豊見城市（とみぐすくし、沖縄語: ティミグシク、トゥミグシク）は、沖縄本島南部に位置する沖縄県の市。2002年に島尻郡豊見城村から町とならずに、市制を施行した。

## 概要
沖縄県の県庁所在地でもある那覇市の南に隣接しているため、ベッドタウンとして人口が増加している。東洋経済新報社が調査した「成長力ランキング」で、2006年では全国1位となった。2008年の順位は3位、2009年は7位と下がったが、2010年に再び全国1位となった。市制を施行して以降、8年連続で上位10位以内を維持している。
2008年12月20日に、豊見城道路に道の駅豊崎がオープンした。

## 地理
沖縄本島南部の西海岸に位置し、東シナ海に面している。東西に長い長方形をなしており、北は那覇市に隣接している。中部を饒波川が西流、のち北流して漫湖へ注ぐ。
瀬長集落から600m沖合に周囲1.5kmの瀬長島がある。戦前まで島内に小さな集落が形成されていたが、戦後は無人島になった。1946年に米軍に接収されたが、沖縄の本土復帰後の1977年に返還される。現在は橋がかかっており自動車での往来が可能で、釣りや潮干狩りの名所として知られるほか、海水浴場・キャンプ場や野球場などの娯楽施設が整備されている。

### 字一覧
村制当初の字
元は村制前の11村を引き継いだ11字を置いていた。しかし、1951年、分割により大幅に増加し、22字と倍増した。以下、村制当初の字と、1951年の分割後の字の変化を示す。ただし、保栄茂・翁長のみ変化していない。
- 豊見城：豊見城、宜保
- 喜久嶺：上田、渡嘉敷
- 保栄茂
- 翁長
- 座波名：座安、伊良波、渡橋名
- 地覇：我那覇、名嘉地
- 高良：平良、高嶺
- 高入端：饒波、高安
- 良長：金良、長堂
- 真嘉部：嘉数、真玉橋、根差部
- 志茂田：田頭、瀬長、与根

現行の町字
- ※（）内のカタカナ表記はしまくとぅば名[3]
- 伊良波（いらは、イラハ）
- 上田（うえた、イータ）
- 翁長（おなが、ウナガ）
- 嘉数（かかず、カカジ）
- 我那覇（がなは、ガナハ）
- 金良（かねら、カララ・カニラ）
- 宜保（ぎぼ、ジフ）
  - 宜保1～5丁目：2018年、区画整理により宜保・我那覇・豊見城の一部より新設。
- 座安（ざやす、ザー）
- 瀬長（せなが、シナガ・アンジナ）
- 平良（たいら、テーラ）
- 田頭（たがみ、タガミ）
- 高嶺（たかみね、タカンミ）
- 高安（たかやす、タケーシ）
- 渡嘉敷（とかしき、トゥカヒチ・トゥカシチ）
- 渡橋名（とはしな、トーシナ）
- 豊見城（とみぐすく、ティミグスク）
- 名嘉地（なかち、ナカチ・ナーカチ）
- 長堂（ながどう、ナガドー）
- 根差部（ねさぶ、ミサシップ）
- 饒波（のは、ヌーファ）
- 保栄茂（びん、ビン）
- 真玉橋（まだんばし、マダンバシ）
- 与根（よね、ユニ）
- 豊崎（とよさき）： 2000年、埋め立てにより新設。

### 隣接している自治体
- 那覇市（1954年までは北西隣が小禄村だった。北東隣は1953年までは真和志村、その後1957年まで真和志市だった）
- 糸満市（1961年までは兼城村、その後1971年まで糸満町だった）
- 島尻郡南風原町（1980年までは南風原村だった）
- 島尻郡八重瀬町（1979年までは東風平村、その後2005年まで東風平町だった）

### 人口
| |                                          |  |
| 豊見城市と全国の年齢別人口分布（2005年） | 豊見城市の年齢・男女別人口分布（2005年） |  |
| ■紫色 ― 豊見城市 ■緑色 ― 日本全国 | ■青色 ― 男性 ■赤色 ― 女性                |  |
| 豊見城市（に相当する地域）の人口の推移 \| 1970年（昭和45年） \| 13,183人 \| \| \| 1975年（昭和50年） \| 24,983人 \| \| \| 1980年（昭和55年） \| 33,075人 \| \| \| 1985年（昭和60年） \| 37,965人 \| \| \| 1990年（平成2年） \| 40,777人 \| \| \| 1995年（平成7年） \| 45,253人 \| \| \| 2000年（平成12年） \| 50,198人 \| \| \| 2005年（平成17年） \| 52,516人 \| \| \| 2010年（平成22年） \| 57,261人 \| \| \| 2015年（平成27年） \| 61,119人 \| \| \| 2020年（令和2年） \| 64,612人 \| \| |                                          |  |
| 総務省統計局 国勢調査より |                                          |  |
| 1970年（昭和45年） | 13,183人                                 |  |
| 1975年（昭和50年） | 24,983人                                 |  |
| 1980年（昭和55年） | 33,075人                                 |  |
| 1985年（昭和60年） | 37,965人                                 |  |
| 1990年（平成2年） | 40,777人                                 |  |
| 1995年（平成7年） | 45,253人                                 |  |
| 2000年（平成12年） | 50,198人                                 |  |
| 2005年（平成17年） | 52,516人                                 |  |
| 2010年（平成22年） | 57,261人                                 |  |
| 2015年（平成27年） | 61,119人                                 |  |
| 2020年（令和2年） | 64,612人                                 |  |

## 歴史
- もとは豊見城間切で、のちに北部が小禄間切（のちの小禄村、現在の那覇市）、南東部が兼城間切（のちの兼城村、現在の糸満市）へそれぞれ分離した。
- 1908年4月1日 - 島嶼町村制施行により豊見城間切から豊見城村となった。
- 1976年 - 「日本一人口の多い村」となる。
  - 人口はのちに岩手県紫波郡都南村に抜かれる。都南村の盛岡市への編入により日本一を取り戻すが、岩手郡滝沢村（現：滝沢市）に再び人口を抜かれ、奪還する事なく豊見城村は市に昇格している。その後2014年になって滝沢村も市制施行し、本市と同じく村から市になった。
- 2002年4月1日 - 単独で村から市になった。現行の地方自治法に基づいて村が市となった初めての例であった[注釈 1]。同時に庁舎を上田から翁長へ本格移転した。

市制施行前、豊見城村の事務所は、日本の町村で唯一「役所」を名乗っていた（通常は「役場」）。その根拠は、復帰前に沖縄で施行されていた市町村自治法（1953年立法第1号）の第4条「……又は市町村役所の位置を定め、若しくはこれを変更しようとするときは、条例でこれを定め、……」である。復帰後、豊見城村は日本の地方自治法に基づく村となったが、地方自治法には市町村の事務所をどう呼ぶかについて規定はない。
沖縄県の名字と同様、地名の読みが沖縄特有の読みから標準語化する流れを受けて「とみぐすく」でなく「とみしろ」が慣例として用いられることが多い。市立豊見城中学校の読みは「とみぐすく」であるが、市内の県立高校2校と市立豊見城小学校の読みは「とみしろ」である。ただ、琉球王国のグスク及び関連遺産群の世界遺産登録前後からは「ぐすく」の読みを再評価する気運も高まっている。

## 伝説
瀬長島は豊見城発祥の地
神話によると、琉球の国土は女神アマミキヨと男神シネリキヨによって造られた。そしてアマミキヨの子・南海大神加那志（ナンカイウフガミガナシ）によって、豊見城の村造りが始まったとされる。
南海大神加那志は、まず瀬長島に集落を造った。したがって豊見城発祥の地は瀬長島ということになる。そこに住む人々は半農半漁で生計を立てていた。
しかし、瀬長島は耕作に適した土地が少ないため、アマミキヨから数えて4代目の豊見城大神加那志が、耕作地を探して陸地へ渡った。そして現在の豊見城城跡近くに適地を見つけ、そこに居をすえて開墾を始める。
内陸での村造りも軌道に乗り、人口も徐々に増えてきた。しかし水田と畑を合わせても村の全人口を養うには足りなくなった。そこで人々は周辺へ移り住み、新たに嘉数、根差部、饒波、高安、長嶺、平良などの集落が生まれたといわれる。
豊見城はハーリー発祥の地
18世紀半ばに琉球王府によって編集された歴史書球陽によると、豊見城城主の汪応祖（わんおうそ）が中国に留学した際、龍船の競漕を見て感激し、帰国後に同様の船を造って漫湖で遊覧したのが始まりとされている。
また、『豊見城の王様　わんおうそ　ハーリー由来物語』（PDF版）という絵本が非売品として豊見城商工会青年部まちづくり有志の会により2010年12月29日発行され、市内の学校図書館に数冊寄贈されている。また与根漁港祭りなどでも無料配布されている。
グスク時代
豊見城市にも数カ所のグスクが存在する。豊見城グスクは字豊見城集落近くの丘の上にあり、後に南山王となる汪応祖（わんおうそ・おうおうそ）が築いた城といわれている。三山時代において重要な地位を占めていたが、後に琉球を統一する中山王・尚巴志の火攻めによって落城したとされる。
豊見城市と土佐清水市が姉妹都市であるきっかけはジョン万次郎
土佐（現在の高知県）の漁師に生まれたジョン万次郎（中浜万次郎）は、14歳で漁に出て遭難し、捕鯨船に救助されてアメリカに渡った。日本に帰国後は日米和親条約の締結に貢献するなど、日米の懸け橋になった人物。
万次郎は帰国前の1851年、琉球に上陸するも、長期に渡って役人による尋問を受ける。しかしその間、万次郎は高安家を自由に出入りでき、琉球王府は料理人を遣わせて食事の世話をしたり酒も与えたという。
上陸から半年後、万次郎は高安家をはじめ村の人々と別れを惜しみつつ、日本へ向かった。
ジョン万次郎が高安家で手厚くもてなされたのは、琉球民が土佐に漂着した際温かく介護されたことへの琉球国王の返礼だったといわれる。万次郎の中浜家と高安家の交流はその後も続き、その縁で豊見城市と土佐清水市は姉妹都市となっている。

## 行政・議会

### 市長
- 市長：徳元次人（とくもと つぐと、2022年11月8日就任、1期目）

| 代   | 氏名     | 就任日        | 退任日        | 備考                                     |
| ---- | -------- | ------------- | ------------- | ---------------------------------------- |
| 初代 | 金城豊明 | 2002年4月1日  | 2010年11月7日 | 旧豊見城村長。市制施行とともに市長就任。 |
| 2代  | 宜保晴毅 | 2010年11月8日 | 2018年11月7日 |                                          |
| 3代  | 山川仁   | 2018年11月8日 | 2022年11月7日 |                                          |
| 4代  | 徳元次人 | 2022年11月8日 | -             | 現職                                     |

### 市章
豊見城村であった1976年（昭和51年）4月1日に村章を決定した。その後、市制移行に合わせて平成14年4月1日より市章として引き継がれている。

### 市役所
2002年（平成14年）の市制施行時、それまでの市中央部の上田地区（1958年（昭和33年）建築）より市南西部の翁長地区の庁舎に移転した。庁舎は閉店した大型家具店『ヨナシロ家具豊見城店』の建物を利用したもので、建築は1984年（昭和59年）である。当時、新庁舎建設を前提とする仮庁舎という形であり、2014年（平成26年）に市庁舎建設基本構想を策定している。新庁舎は2018年（平成30年）頃に完成。2019年（平成31年）に引っ越し作業が完了し、市役所の運営を再開した。(その後は建物をそのまま利用した状態で、MEGAドン・キホーテ豊見城店となっている。)

### 豊見城市議会
- 議員定数：22[9]
- 議長：外間 剛（城の風）
- 副議長：大田正樹（城の風）

会派別構成
- 城の風（ぐすくのかぜ）：12人
- 日本共産党（日本共産党豊見城市議団Facebookページ）：5人
- 粋和会（いきわかい）：3人
- 公明党：2人

## 姉妹都市
日本
- 宮崎県東臼杵郡美郷町 - 1988年7月29日提携
- 高知県土佐清水市 - 1993年2月3日提携
- 宮崎県西臼杵郡高千穂町 - 1995年8月1日提携

## 経済

### 産業
- オリオンビール - 2020年に本社機能を浦添市より移転
- 忠孝酒造 - 泡盛メーカー[10]（Facebookページ）
- 上間菓子店 - 梅加工菓子「スッパイマン」で知られる菓子メーカー[11]
- わかまつどう製菓[12]
- 株式会社上原ミート[13]（Facebookページ）
- 琉球漆器 本社・真玉橋店[14]
- 株式会社プラチナキャビン - 貸切バス・ハイヤー事業者[15]

### 主な商業施設
- 沖縄アウトレットモール・あしびなー
- 豊崎ライフスタイルセンターTOMITON
- ヤマダデンキテックランド豊見城店
- JAおきなわ食菜館 とよさき菜々色畑（道の駅豊崎）
- 豊見城市観光プラザ「てぃぐま館」（公式サイト）「ウージ染め協同組合直売所」「slow slow（スローすロウ）」（道の駅豊崎）
- ニトリ豊見城店
- サンエー豊見城ウイングシティ
- イオンタウン豊見城（メイクマン豊見城店・マックスバリュほか）
- イオンタウンとよみ（マックスバリュ・佐久本工機ホームセンターほか）
- iias沖縄豊崎
- MEGAドン・キホーテ 豊見城店

### 温泉
- 琉球温泉 瀬長島ホテル（公式サイト）

## 機関・施設

### 教育
高等学校
- 沖縄県立豊見城高等学校（公式サイト）
- 沖縄県立豊見城南高等学校（公式サイト　Facebookページ）
- 沖縄県立南部農林高等学校（公式サイト　Facebookページ）

中学校
- 豊見城市立豊見城中学校（公式サイト　Facebookページ）
- 豊見城市立長嶺中学校（公式サイト　Facebookページ）
- 豊見城市立伊良波中学校（公式サイト　Facebookページ）

小学校
- 豊見城市立上田小学校（公式サイト　Facebookページ）
- 豊見城市立豊見城小学校（公式サイト　Facebookページ）
- 豊見城市立長嶺小学校（公式サイト　Facebookページ）
- 豊見城市立座安小学校（公式サイト　Facebookページ）
- 豊見城市立伊良波小学校（公式サイト　Facebookページ）
- 豊見城市立とよみ小学校（公式サイト　Facebookページ）
- 豊見城市立豊崎小学校（公式サイト　Facebookページ）
- 豊見城市立ゆたか小学校（公式サイト　Facebookページ）

その他
- 教育相談室 - 豊見城市字平良536 総合公園陸上競技場スタンド 1階

### スポーツ施設
- 豊見城市民体育館（公式サイト）
- 豊見城市陸上競技場（公式サイト）
- 瀬長島野球場（案内サイト）
- 与根野外運動場(野球場)（案内サイト）
- 与根野外運動場(サッカー場)（案内サイト）

### 文化施設
- 豊見城市立中央図書館（公式サイト）
- 豊見城市立中央公民館（公式サイト）

### 博物館・資料館等
- 豊見城市歴史民俗資料展示室（公式サイト）
- 漫湖水鳥・湿地センター（公式サイト）
- 旧海軍司令部壕・海軍壕公園（公式サイト）
- DMMかりゆし水族館（公式サイト）
- 沖縄空手会館資料室（公式サイト）
- おきなわ工芸の杜展示室（公式サイト）

### 警察・消防

#### 警察
- 豊見城（とみしろ）警察署（公式サイト）
  - 豊見城中央交番（豊見城市字宜保250）2012年8月22日、道路拡張工事に伴い上田交番を移転して新設した。[16]
  - 座安警察官駐在所（豊見城市字座安337）（沖縄県警察HP・駐在所のページに昭和32年頃の写真有）
- 沖縄県警察運転免許センター（公式サイト） - 2011年1月4日に那覇市から豊崎へ移転。

#### 消防
- 豊見城市消防本部
  - 豊見城市消防団

### 郵便
- 豊見城郵便局（公式サイト） - （ゆうゆう窓口設置局）
- 真玉橋郵便局（公式サイト）
- 豊見城団地内郵便局（公式サイト）
- 座安郵便局（公式サイト）

### 放送局
2006年3月に現在の那覇市おもろまち（那覇新都心）に移転するまでNHK沖縄放送局の放送会館が市内高安（現在のNHK豊見城高安テレビ・FM放送所敷地内）にあった。
沖縄県内テレビ局全局とNHKラジオ・琉球放送（RBCiラジオ）の本送信所が市内3ヶ所にそれぞれ設置されている。
- 豊見城高安テレビ・FM放送所 - NHK-FM、NHK総合、NHK教育、沖縄テレビ放送（OTV）

（OTVは1985年に那覇市首里崎山町から移転。1985～2011年には琉球放送もアナログテレビがここから送信していた）
- NHK豊見城ラジオ放送所 - NHKラジオ第1と第2
- RBC・QAB嘉数放送所 - 琉球放送（RBC）（RBCiラジオ・テレビ）、琉球朝日放送 (QAB)

（RBCのアナログテレビが1985年に高安送信所に移転してからQAB開局する1995年の10年余の間はRBCラジオのみの送信所だった）
2008年には、市内で初めてのコミュニティ放送局であるFMとよみ（公式サイト）が開局した。

### 医療
- 医療法人友愛会 豊見城中央病院（字上田25）（公式サイト）※旧豊見城中央病院は2020年8月1日に友愛医療センターへ。その後、同医療法人の南部病院が豊見城中央病院に名前を変え移転。
- 医療法人友愛会　友愛医療センター(与根50-5)※2020年8月1日開業。それまでの豊見城中央病院の役割を受け継いだもの。
- 医療法人おもと会 大浜第二病院（字渡嘉敷150）（公式サイト）
- 2009年6月に那覇市古波蔵へ移転するまで沖縄医療生活協同組合 沖縄協同病院が字真玉橋593-1にあった（現在地にはとよみ生協病院）。

### 福祉
- 豊見城市社会福祉協議会 豊見城市社会福祉センター（公式サイト） - （字平良467-4）

### 宗教施設
- 沖縄実践神学校

## 文化財

### 市指定文化財
- 口上覚 - 豊見城間切の地方役人である文子に任命されてから約40年間の履歴を書いた古文書（豊見城市指定文化財 1993年11月1日指定）[17]。
- 重修真玉橋碑 - 豊見城市真玉橋に架かっていた石橋 真玉橋を1836年に改修した際に建てられた碑（豊見城市指定文化財 1995年3月29日指定）[18]。
- 字与根大城家文書 - 豊見城市与根に伝わる土地の所有や開墾などを認めた19世紀の古文書（豊見城市指定文化財 2001年3月6日指定）[19]。
- 真玉橋遺構 - 豊見城市真玉橋に架かっていた石橋 真玉橋の遺構。橋脚と潮切（スーチリー）が見られる。（豊見城市指定文化財 2006年2月22日指定）[20]。
- 饒波の龕 - 豊見城市字饒波が所有していた龕。龕とはかつて葬儀の際に死者を乗せ墓まで運ぶために使われた「輿」のこと（豊見城市指定文化財 2019年11月1日指定）[21]
- 印部石　ニ　かなは原 - 1737年から1750年に行われた元文検地の際に、測量の図根点（基準点）として用いられたもの（豊見城市指定文化財 2019年11月1日指定）[21]
- 印部石　い　をなか原 - 1737年から1750年に行われた元文検地の際に、測量の図根点（基準点）として用いられたもの（豊見城市指定文化財 2019年11月1日指定）[21]
- 印部石　ロ　めさしふ原 - 1737年から1750年に行われた元文検地の際に、測量の図根点（基準点）として用いられたもの（豊見城市指定文化財 2019年11月1日指定）[21]
- 印部石　ヌ　めさしふ原 - 1737年から1750年に行われた元文検地の際に、測量の図根点（基準点）として用いられたもの（豊見城市指定文化財 2019年11月1日指定）[21]

### 主な文化財[22]
- 豊見城グスク（豊見城）
- 瀬長グスク（瀬長島）
- 保栄茂グスク（保栄茂）
- 平良グスク（平良）
- ユダマグスク（平良）
- 長嶺グスク（嘉数・長堂）
- トゥドゥルチガー（轟泉）（平良・高嶺）
- 渡橋名のクンジャーガー（渡橋名）
- 渡橋名の風車跡地（渡橋名）
- 田頭のシーサー（田頭）
- 真玉橋のイリヌシーサー（真玉橋）
- 真玉橋のアガリヌシーサー（真玉橋）
- 渡嘉敷のシーサー（渡嘉敷）
- 根差部のシーサー（根差部）
- 保栄茂のシーサー（保栄茂）
- 平良のシーサー（平良）
- 高嶺のシーサー（高嶺）
- 饒波のシーサー（饒波）
- 高安のシーサー（高安）
- 梵字の碑（豊見城）
- 高安の龕屋（高安）
- 高安の龕ゴー祭（高安）
- 保栄茂のコージャーヤー（保栄茂）
- 饒波の龕屋跡地（饒波）
- 津屋（チーヤ）（豊見城）
- 高安のビジュン（高安）
- 石火矢橋（豊見城・高安・根差部）
- 嘉数バンタ（嘉数）
- ジョン万次郎記念碑（翁長）
- 豊見城尋常小学校跡地（豊見城）
- 与根の塩田跡（与根）
- 平敷屋朝敏記念碑（瀬長島）

文化財外部リンク
- 豊見城市の文化財（豊見城市ホームページ内）
- 豊見城市 文化財説明板 マップ

### 戦争遺跡[23]
- 旧海軍司令部壕 - 沖縄戦で大日本帝国海軍が建設、使用した防空壕。現在海軍壕公園として沖縄観光コンベンションビューローが管理している。
- 海軍戦没者慰霊之塔（豊見城） - 海軍壕公園内に位置する。
- 濤魄之塔（豊見城） - 旧豊見城城址公園内に位置する。見学は現状難しい。
- 旧陸軍第24師団第2野戦病院壕（豊見城） - 旧豊見城城址公園内に位置する。見学は現状難しい。
- 山部隊野戦病院患者合祀碑（豊見城） - 旧豊見城城址公園内に位置する。見学は現状難しい。
- 我那覇周辺の壕跡（我那覇）
- サバキナ壕跡（名嘉地）
- 田頭収容所（田頭）
- 瀬長・田頭丘陵周辺構築壕群（瀬長・田頭）
- アカサチ森壕跡（瀬長） - 豊見城警察署北側に位置する。見学は現状難しい。
- 与根飛行場跡（与根・翁長）
- 伊良波収容所（伊良波）
- 監視所跡（保栄茂） - 保栄茂グスク内に位置する。見学は現状難しい。
- 御大典記念碑（保栄茂）
- 紀元二千六百年祭記念掲揚台（保栄茂）
- デークガー（平良）
- 特攻艇が配備された饒波川・タングチ流域（高安）
- 弾痕の残る石垣（金良）

## 交通

### 路線バス
路線の詳細は「沖縄本島のバス路線」を参照。
琉球バス交通、沖縄バス、那覇バス、東京バスおよびカリー観光の5社が運行する。琉球バス交通は国道331号線を通り那覇 - 糸満間を結ぶ糸満（高良）線、道の駅豊崎発着の那覇市・浦添市・宜野湾市方面の路線、豊見城市内一周線を運行する。沖縄バスは糸満（高良）線を琉球バス交通と共同運行する。那覇バスは県道7号線を通り那覇 - 糸満間を結ぶ路線や、那覇市と豊見城市を結ぶ路線を運行する。ほかに、那覇市内線（那覇バスが運行、均一運賃）の一部が豊見城市内の那覇市との市境付近を通っている。
2006年2月20日から琉球バスの浦添・宜野湾方面ゆきの一部のバス路線（4路線）が那覇バスターミナルから小禄地区を経由し市内我那覇まで延伸されたことにより、豊見城市と浦添市中心部・宜野湾市・琉球大学の直通移動が可能となった。琉球バス交通成立後の2008年8月1日より、市内の豊崎タウンに本社兼用の営業所が落成されたことにより、さらに同営業所付近の道の駅豊崎まで延長され、1路線しか停車しなかった市役所前に停車する路線が大幅に増えた。2021年にはさらに豊崎美らSUNビーチまで延長されている。
以前は、ほとんど那覇市と糸満市を結ぶ路線の途中経由区間でしかなかったが、2002年に市役所が移転したため既存のアクセスでは不便になったことより市内一周バスを運行したり、豊見城市内を起点として浦添市・宜野湾市への直通路線が開設されるなど、市内のバス事情も変わりつつある。
2020年にはカリー観光がイーアス沖縄豊崎への乗り入れを開始、2021年には発着点を瀬長島に変更した。また東京バスが市内に営業所を開設し沖縄県内において路線バスに参入、国際通り入口から那覇空港と瀬長島・イーアス沖縄豊崎を経由して糸満市方面へのバスを運行している。
2022年には沖縄バスも豊崎タウンに豊見城営業所を設置（那覇市にあった営業所・車庫を移転）、那覇バスターミナルを発着していた中・南部系統の一部便を営業所まで延長している。
※BT=バスターミナル
| 番号                                                | 路線名                     | 運行会社                   | 運行区間                        | 市町村                                                               | 豊見城市内の主な経由地                       |
| 那覇市 - 豊見城市 - 糸満市                          | 那覇市 - 豊見城市 - 糸満市 | 那覇市 - 豊見城市 - 糸満市 | 那覇市 - 豊見城市 - 糸満市      | 那覇市 - 豊見城市 - 糸満市                                           | 那覇市 - 豊見城市 - 糸満市                   |
| --------------------------------------------------- | -------------------------- | -------------------------- | ------------------------------- | -------------------------------------------------------------------- | -------------------------------------------- |
| 89                                                  | 糸満（高良）線             | 琉球バス交通 沖縄バス      | 那覇BT - 糸満BT                 | 那覇市 - 豊見城市 - 糸満市                                           | 国道331号（名嘉地、我那覇、伊良波、翁長）    |
| 446                                                 | 那覇糸満線                 | 那覇バス                   | 那覇BT - 糸満営業所             | 那覇市 - 豊見城市 - 糸満市                                           | 豊見城、豊見城中学校前、保栄茂、豊見城団地   |
| TK02                                                | ウミカジライナー           | 東京バス                   | 国際通り入口 - 糸満市役所       | 那覇市 - 豊見城市 - 糸満市                                           | 瀬長島ホテル前、あしびなー、イーアス沖縄豊崎 |
| 豊崎美らSUNビーチ前起点（豊見城市 - 那覇市 - 各地） |                            |                            |                                 |                                                                      |                                              |
| 55                                                  | 牧港線                     | 琉球バス交通               | 宜野湾出張所（終点）            | 豊見城市 - 那覇市 - 浦添市 - 宜野湾市                                | 豊見城市役所前、伊良波、冝保                 |
| 56                                                  | 浦添線                     | 琉球バス交通               | 西原四丁目 真栄原（終点）       | 豊見城市 - 那覇市 - 浦添市 - 宜野湾市                                | 豊見城市役所前、伊良波、冝保                 |
| 88                                                  | 宜野湾線                   | 琉球バス交通               | 宜野湾出張所（終点）            | 豊見城市 - 那覇市 - 浦添市 - 宜野湾市                                | 豊見城市役所前、伊良波、冝保                 |
| 98                                                  | 琉大（バイパス）線         | 琉球バス交通               | 琉大駐車場（終点）              | 豊見城市 - 那覇市 - 浦添市 - 宜野湾市 - 西原町                       | 豊見城市役所前、伊良波、冝保                 |
| 256                                                 | 浦添てだこ線               | 琉球バス交通               | てだこ浦西駅（終点）            | 豊見城市 - 那覇市 - 浦添市 - 西原町 - 浦添市                         | 豊見城市役所前、伊良波、冝保                 |
| 豊見城営業所起点（豊見城市 - 那覇市 - 各地）        |                            |                            |                                 |                                                                      |                                              |
| 27                                                  | 屋慶名線                   | 沖縄バス                   | 屋慶名BT（終点）                | 豊見城市 - 那覇市 - 浦添市 - 宜野湾市 - 北中城村 - 沖縄市 - うるま市 | あしびなー、伊良波                           |
| 32                                                  | コンベンションセンター線   | 沖縄バス                   | 真志喜駐車場（終点）            | 豊見城市 - 那覇市 - 浦添市 - 宜野湾市                                | あしびなー、伊良波                           |
| 39                                                  | 南城線                     | 沖縄バス                   | 南城市役所BT（終点）            | 豊見城市 - 那覇市 - 南風原町 - 与那原町 - 南城市                     | あしびなー、伊良波                           |
| 43                                                  | 北谷線                     | 沖縄バス                   | 北谷町役場（終点）              | 豊見城市 - 那覇市 - 浦添市 - 宜野湾市 - 北谷町                       | あしびなー、伊良波                           |
| 87                                                  | 赤嶺てだこ線               | 沖縄バス                   | 沖縄療育園前（終点）            | 豊見城市 - 那覇市 - 浦添市                                           | あしびなー、伊良波                           |
| 那覇市内線                                          |                            |                            |                                 |                                                                      |                                              |
| 6                                                   | 那覇おもろまち線           | 那覇バス                   | 那覇BT - おもろまち駅前広場     | 那覇市 - 豊見城市 - 那覇市                                           | 豊見城高校前 ※1日1往復のみ                   |
| 9                                                   | 小禄石嶺線                 | 那覇バス                   | 具志営業所 - 石嶺営業所         | 那覇市 - 豊見城市 - 那覇市                                           | 松川入口                                     |
| 11                                                  | 安岡宇栄原線               | 那覇バス                   | 具志営業所 - 石嶺営業所         | 那覇市 - 豊見城市 - 那覇市                                           | 松川入口                                     |
| 17                                                  | 石嶺（開南）線             | 那覇バス                   | 具志営業所 - 石嶺営業所         | 那覇市 - 豊見城市 - 那覇市                                           | 松川入口                                     |
| 那覇市街地 - 豊見城市                               |                            |                            |                                 |                                                                      |                                              |
| 45                                                  | 与根線                     | 那覇バス                   | 三重城 - 具志営業所             | 那覇市 - 豊見城市 - 那覇市                                           | 高安、上田、座安、与根、瀬長                 |
| 101                                                 | 平和台安謝線               | 那覇バス                   | 具志営業所 - 市場北口           | 那覇市 - 豊見城市 - 那覇市 - 浦添市                                  | 瀬長、名嘉地、我那覇、豊見城                 |
| 105                                                 | 豊見城市内一周線           | 琉球バス交通               | 豊崎美らSUNビーチ前発着（一周） | 豊見城市 - 那覇市 - 豊見城市                                         | 豊見城市内各地                               |
| 瀬長島ライナー                                      | 瀬長島ライナー             | カリー観光                 | おもろまち駅前 - 瀬長島         | 那覇市 - 豊見城市                                                    | 瀬長島                                       |
| 那覇空港 - 豊崎地区                                 |                            |                            |                                 |                                                                      |                                              |
| 95                                                  | 空港あしびなー線           | 那覇バス                   | 那覇空港 - イーアス沖縄豊崎     | 那覇市 - 豊見城市                                                    | あしびなー、イーアス沖縄豊崎                 |
| 955                                                 | 空港OTS線                  | 那覇バス                   | 那覇空港 - OTS前                | 那覇市 - 豊見城市                                                    | OTS前                                        |

### 道路
- 国道329号（那覇東バイパス）
- 国道331号
  - 小禄バイパス
  - 沖縄西海岸道路（豊見城道路）
- 国道506号（那覇空港自動車道）
  - 豊見城東道路　小禄道路
    - 豊見城インターチェンジ
    - 豊見城パーキングエリア（予定）

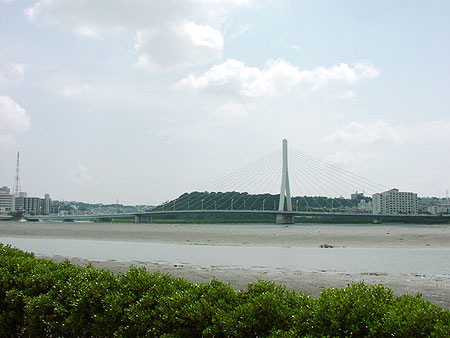
とよみ大橋（那覇東バイパス）

    - 豊見城・名嘉地インターチェンジ（豊見城東道路終点・小禄道路起点）
- 沖縄県道7号奥武山米須線（主要地方道）
- 沖縄県道11号線
- 沖縄県道62号線
- 沖縄県道231号那覇空港線（小禄バイパス開通前の旧国道331号）
- 沖縄県道249号東風平豊見城線
- 沖縄県道256号豊見城糸満線（豊見城道路開通前の旧国道331号と旧沖縄県道68号線）

### 道の駅
- 道の駅豊崎

### 鉄道
- 糸満馬車軌道

1920年（大正9年）5月に全線開業した馬車軌道。糸満街道沿いに敷設され、豊見城市内には地覇（名嘉地）、伊良波、座安、保栄茂、翁長に停車場があった。1939年（昭和14年）11月に廃止。
瀬長島の交通渋滞を解消し、観光拠点化を図るため、市が赤嶺駅－瀬長島－豊崎間でZipparなどの都市索道の導入を検討している。

## 著名な出身者
- 池間夏海 - （モデル、女優）[26]
- 上原多香子 - （歌手、SPEED）
- 大城滉二 - （プロ野球選手）
- 大城祐二 - （元プロ野球選手）
- 大湾文子 - （文化人、経営コンサルタント）
- 金村尚真 - （プロ野球選手）
- 宜保翔 - （プロ野球選手）
- 宜保優 - （プロ野球選手）
- 宜保成晴 - （衆議院議員、医師）
- 島袋美幸 - （女子プロゴルファー）
- 瀬長亀次郎 - （政治家）
- 比嘉寿光 - （元プロ野球選手・広島東洋カープ球団職員）
- 松川誉弘 - （元プロ野球選手）
- 与那嶺瑠唯 - （THE RAMPAGE from EXILE TRIBEのメンバー）

## 関連書籍

### 豊見城市史・村史[27]
- 豊見城村史編纂委員会『豊見城村史』豊見城村役所　1964年（豊見城市史HP）
- 豊見城村教育委員会村史編纂室『豊見城村史 第9巻 文献資料編』豊見城村役所　1998年（豊見城市史HP）
- 豊見城村史戦争編専門部会『豊見城村史 第6巻 戦争編』豊見城村役所　2001年（豊見城市史HP）
- 豊見城市市史編集委員会民俗編専門部会『豊見城市史 第2巻 民俗編』豊見城市役所　2008年（豊見城市史HP）
- 豊見城市市史編集委員会新聞集成編専門部会『豊見城市史 第3巻 新聞集成編』豊見城市役所　2008年（豊見城市史HP）
- 豊見城市市史編集委員会移民編編専門部会『豊見城市史 第4巻 移民編』豊見城市役所　2016年（豊見城市史HP）
- 豊見城村史編纂委員会『とみぐすく写真帳（村制施行90周年記念誌）』豊見城村役所　1998年（豊見城市史HP）

### 議会誌[28]
- 豊見城村議会史編集委員会『豊見城村議会史 第1巻 資料編』豊見城村役所　2002年
- 豊見城市議会史編集委員会『豊見城市議会史 第2巻 年表編』豊見城市役所　2005年
- 豊見城市議会史編集委員会『豊見城市議会史 第3巻 資料編2』豊見城市役所　2007年
- 豊見城市議会史編集委員会『豊見城市議会史 第4巻 通史編』豊見城市議会　2009年

### 文化財報告書
- 豊見城村教育委員会　『豊見城村文化財調査報告書第01集　伊良波西遺跡』　1986年
- 豊見城村教育委員会　『豊見城村文化財調査報告書第02集　伊良波東遺跡』　1987年
- 豊見城村教育委員会　『豊見城村文化財調査報告書第03集　豊見城村の遺跡』　1988年
- 豊見城村教育委員会　『豊見城村文化財調査報告書第04集　高嶺古島遺跡』　1990年
- 豊見城村教育委員会　『豊見城村文化財調査報告書第05集　渡嘉敷後原遺跡群』　1997年
- 豊見城市教育委員会　『豊見城市文化財調査報告書第06集　宜保アガリヌ御嶽』　2003年
- 豊見城市教育委員会　『豊見城市文化財調査報告書第07集　根差部クチャガー』　2005年
- 豊見城市教育委員会　『豊見城市文化財調査報告書第08集　瀬長グスク他範囲確認調査報告書』　2008年
- 豊見城市教育委員会　『豊見城市文化財調査報告書第09集　豊見城市の遺跡－市内遺跡分布調査事業－』　2011年
- 豊見城市教育委員会　『豊見城市文化財調査報告書第10集　重修石火矢橋碑・豊見城グスク』　2013年
- 豊見城市教育委員会　『豊見城市文化財調査報告書第11集　名嘉地の住民避難壕群』　2014年
- 豊見城市教育委員会　『豊見城市文化財調査報告書第12集　保栄茂古島遺跡・瀬長グスクほか－市内遺跡等発掘調査報告書－』　2016年
- 豊見城市教育委員会　『豊見城市文化財調査報告書第13集　豊見城西原遺跡発掘調査報告書－沖縄空手会館建設に伴う埋蔵文化財発掘調査－』　2017年
- 豊見城市教育委員会　『豊見城市文化財調査報告書第14集　市内遺跡等発掘調査報告書－平成24・26・27年度 豊見城グスク他 確認調査－』　2018年
- 豊見城市教育委員会　『豊見城市文化財調査報告書第15集　豊見城古島Ｂ遺跡発掘調査報告書－沖縄工業産業振興拠点施設(仮称)の建設に伴う埋蔵文化財発掘調査－』　2020年
- 豊見城市教育委員会　『豊見城市文化財調査報告書第16集　市内遺跡等発掘調査報告書 Ⅱ－豊見城グスク・豊見城古島Ｂ遺跡－』　2020年
- 豊見城市教育委員会　『豊見城市文化財調査報告書第17集　市内遺跡等発掘調査報告書 Ⅲ－豊見城グスク・豊見城古島Ｂ遺跡－』　2021年
- 豊見城市教育委員会　『豊見城市文化財調査報告書第18集　市内遺跡等発掘調査報告書 Ⅳ－豊見城グスク－』　2022年
- 豊見城市教育委員会　『豊見城市文化財調査報告書第19集　市内遺跡等発掘調査報告書 豊見城グスク発掘調査報告書 』　2022年
- 豊見城村教育委員会　『豊見城村の文化財（増補）』　2002年
- 豊見城村教育委員会　『豊見城村の文化財　第2集　漫湖周辺の文化財と野鳥』　2000年
- 豊見城市教育委員会　『豊見城市の遺跡及び古墓群分布図』　2014年（PDF版）

### 豊見城市史・村史だより等
- 豊見城村史編纂室『豊見城村史だより創刊号』豊見城村教育委員会　1995年（PDF版）
- 豊見城村史編纂室『豊見城村史だより第02号』豊見城村教育委員会　1996年（PDF版）
- 豊見城村史編纂室『豊見城村史だより第03号』豊見城村教育委員会　1997年（PDF版）
- 豊見城村史編纂室『豊見城村史だより第04号』豊見城村教育委員会　1999年（PDF版）
- 豊見城村史編纂室『豊見城村史だより第05号』豊見城村教育委員会　1999年（PDF版）
- 豊見城村教育委員会文化課『豊見城村史だより第06号』豊見城村教育委員会　2001年（PDF版）
- 豊見城村教育委員会文化課『豊見城村史だより第07号』豊見城村教育委員会　2002年（PDF版）
- 豊見城市教育委員会文化課『豊見城市史だより第08号』豊見城市教育委員会　2005年（PDF版）
- 豊見城市教育委員会文化課『豊見城市史だより第09号』豊見城市教育委員会　2006年（PDF版）
- 豊見城市教育委員会文化課『豊見城市史だより第10号』豊見城市教育委員会　2010年（PDF版）
- 豊見城市教育委員会文化課『豊見城市史だより第11号』豊見城市教育委員会　2012年（PDF版）
- 豊見城市教育委員会文化課『豊見城市史だより第12号』豊見城市教育委員会　2014年（PDF版）
- 豊見城市教育委員会文化課『豊見城市史だより第13号』豊見城市教育委員会　2018年（PDF版）
- 豊見城市教育委員会文化課『豊見城市史だより第14号』豊見城市教育委員会　2020年（PDF版）
- 豊見城市教育委員会文化課『まだま第1号』豊見城市教育委員会　2007年（PDF版）
- 豊見城市教育委員会文化課『まだま第2号』豊見城市教育委員会　2022年（PDF版）
- 豊見城市教育委員会文化課『私たちもトミグスクンチュ Nosotros somos Tomigusukunchu』豊見城市教育委員会　2011年（PDF版）
- 豊見城市教育委員会文化課『私たちもトミグスクンチュ We are Tomigusukunchu』豊見城市教育委員会　2011年（PDF版）

### 写真集
- 豊見城市教育委員会文化課『とみぐすく写真アーカイブ 01 豊見城』2021年
- 豊見城市教育委員会文化課『とみぐすく写真アーカイブ 02 宜保　』2022年
- 豊見城市教育委員会文化課『とみぐすく写真アーカイブ 03 我那覇』2022年
- 豊見城市教育委員会文化課『とみぐすく写真アーカイブ 04 名嘉地』2021年
- 豊見城市教育委員会文化課『とみぐすく写真アーカイブ 05 田頭　』2022年
- 豊見城市教育委員会文化課『とみぐすく写真アーカイブ 06 瀬長　』2022年
- 豊見城市教育委員会文化課『とみぐすく写真アーカイブ 07 与根　』2021年
- 豊見城市教育委員会文化課『とみぐすく写真アーカイブ 08 伊良波』2021年
- 豊見城市教育委員会文化課『とみぐすく写真アーカイブ 09 座安　』2022年
- 豊見城市教育委員会文化課『とみぐすく写真アーカイブ 10 渡橋名』2021年
- 豊見城市教育委員会文化課『とみぐすく写真アーカイブ 11 上田　』2022年
- 豊見城市教育委員会文化課『とみぐすく写真アーカイブ 12 渡嘉敷』2022年
- 豊見城市教育委員会文化課『とみぐすく写真アーカイブ 13 翁長　』2021年
- 豊見城市教育委員会文化課『とみぐすく写真アーカイブ 14 保栄茂』2022年
- 豊見城市教育委員会文化課『とみぐすく写真アーカイブ 15 高嶺　』2021年
- 豊見城市教育委員会文化課『とみぐすく写真アーカイブ 16 平良　』2022年
- 豊見城市教育委員会文化課『とみぐすく写真アーカイブ 17 高安　』2021年
- 豊見城市教育委員会文化課『とみぐすく写真アーカイブ 18 饒波　』2021年
- 豊見城市教育委員会文化課『とみぐすく写真アーカイブ 19 金良　』2022年
- 豊見城市教育委員会文化課『とみぐすく写真アーカイブ 20 長堂　』2022年
- 豊見城市教育委員会文化課『とみぐすく写真アーカイブ 21 嘉数　』2022年
- 豊見城市教育委員会文化課『とみぐすく写真アーカイブ 22 真玉橋』2022年
- 豊見城市教育委員会文化課『とみぐすく写真アーカイブ 23 根差部』2021年
- 豊見城市教育委員会文化課『とみぐすく写真アーカイブ 24 豊崎　』2023年
- 豊見城市教育委員会文化課『とみぐすく写真アーカイブ 25 豊西　』2023年
- 豊見城市教育委員会文化課『とみぐすく写真アーカイブ 26 真玉橋団地』2023年
- 豊見城市教育委員会文化課『とみぐすく写真アーカイブ 27 高安台』2023年
- 豊見城市教育委員会文化課『とみぐすく写真アーカイブ 28 タワーサイドハイツ』2023年
- 豊見城市教育委員会文化課『とみぐすく写真アーカイブ 29 上田山川』2024年
- 豊見城市教育委員会文化課『とみぐすく写真アーカイブ 30 嘉数ヶ丘 』2024年
  - 琉球新報「2300枚の写真が語る豊見城の戦前戦後　市教委がデジタル化、23の字ごとに写真集　沖縄」2022年8月18日[29]
  - 琉球新報「【写真特集】豊見城23字の表情豊かに　市教委が「とみぐすく写真アーカイブ」」2022年8月19日[30]

### パンフレット類[21]
- 豊見城市教育委員会文化課『とみぐすく市の文化財巡り』豊見城市教育委員会　2012年（PDF版）
- 豊見城市教育委員会文化課『豊見城市の「戦跡」』豊見城市教育委員会　2012年（PDF版）
- 豊見城市教育委員会文化課『とみぐすくデジタルアーカイブガイド No.1』2024年（PDF版）

### ハンドブック・ブックレット
- 豊見城市教育委員会文化課『語り継ぐ受け継ぐ豊見城の戦争記憶』映像資料ハンドブック　　2019年（PDF版）
- 豊見城市教育委員会文化課『饒波の龕 (豊見城市文化財ブックレット1)』　2019年
- 豊見城市教育委員会文化課『戦争があったころの沖縄・豊見城子どもたちの暮らし図鑑 ― 豊見城市歴史民俗資料展示室 令和2年度企画展ブックレット』　2020年
- 豊見城市教育委員会文化課『上田小学校「学校日誌」からみる1947年～1960年の子どもたち ― 豊見城市歴史民俗資料展示室 令和4年度企画展ブックレット』　2022年

### 絵本
- 豊見城市商工会青年部青年部まちづくり有志の会『豊見城の王様　わんおうそ　ハーリー由来物語』2019年（PDF版）
- 豊見城市商工会青年部有志の会 地元の歴史・文化広め隊『ガーナー森とシーサーのお話』2019年（PDF版）
- 豊見城市商工会青年部有志の会 地元の歴史・文化広め隊『シーサー由来記 豊見城シーサー探訪記』2021年（PDF版）
- 豊見城市商工会青年部有志の会 地元の歴史・文化広め隊・豊見城市教育委員会文化課『保栄茂の巻ち棒』2023年（PDF版）
- 豊見城市商工会青年部有志の会 地元の歴史・文化広め隊・豊見城市教育委員会文化課『高安の龕ゴウ祭』2024年（PDF版）

### DVD
- 豊見城市教育委員会文化課『語り継ぐ受け継ぐ豊見城の戦争記憶』（公式サイト）（YouTube）
  - 映文連アワード2019 「ソーシャル・コミュニケーション部門 部門優秀賞」 受賞[31]
  - 2019年第93回キネマ旬報ベスト・テン「文化映画ベスト・テン」ノミネート[32]

### しまくとぅば関係[33]
- 豊見城市教育委員会文化課『豊見城市しまくとぅば読本　低学年用』豊見城市教育委員会　2015年（電子書籍版）
- 豊見城市教育委員会文化課『豊見城市しまくとぅば読本　高学年・一般用』豊見城市教育委員会　2015年（電子書籍版）

### 一般書籍
- 沖縄大百科事典刊行事務局『沖縄大百科事典』　沖縄タイムス社　1983年